# ハートランド男爵
ハートランド男爵（ハートランドだんしゃく、英: Baron Hartland）は、アイルランド貴族の爵位。1800年に創設され、1845年に廃絶した。

## 歴史
ロスコモン県の政治家でアイルランド庶民院議員であるモーリス・マオン(1738–1819)は1800年7月30日にアイルランド貴族であるロスコモン県ストロークスタウンのハートランド男爵（Baron Hartland of Strokestown, co. Roscommon）に叙された。その長男トマス・マオン(1766–1835)と三男モーリス・マオン(1772–1845)はそれぞれ政治家と聖職者で、2代と3代男爵になったが、2人ともに男子をもうけず、1845年に3代男爵が死去すると、爵位は廃絶した。

## ハートランド男爵（1800年）
- 初代ハートランド男爵モーリス・マオン（1738年 – 1819年）
- 第2代ハートランド男爵トマス・マオン（英語版）（1766年 – 1835年）
- 第3代ハートランド男爵モーリス・マオン（1772年 – 1845年）